# Јахачи (филм)
Јахачи (словен. Jezdeca) је словеначки филм из 2022. године. Премијерно је приказан у оквиру 28. Сарајево филм фестивала.

## Радња
Словенија 1999. Два пријатеља из малог села одлучују преуредити своје мопеде у чопере и кренути на пут у потрази за слободом и љубави. На путу сусрећу девојку тајанствене прошлости и старог мотористу који је пропутовао свет у потрази за слободом коју још увек није пронашао.
Вођени лудим поривима и у бекству од калупа конзервативног друштва, почињу схватати ствари које су им пре биле незамисливе...

## Улоге
| Глумац        | Улога |
| ------------- | ----- |
| Тимон Штурбеј |       |
| Петја Лабовић |       |
| Ања Новак     |       |
| Никола Којо   |       |